# Сомба

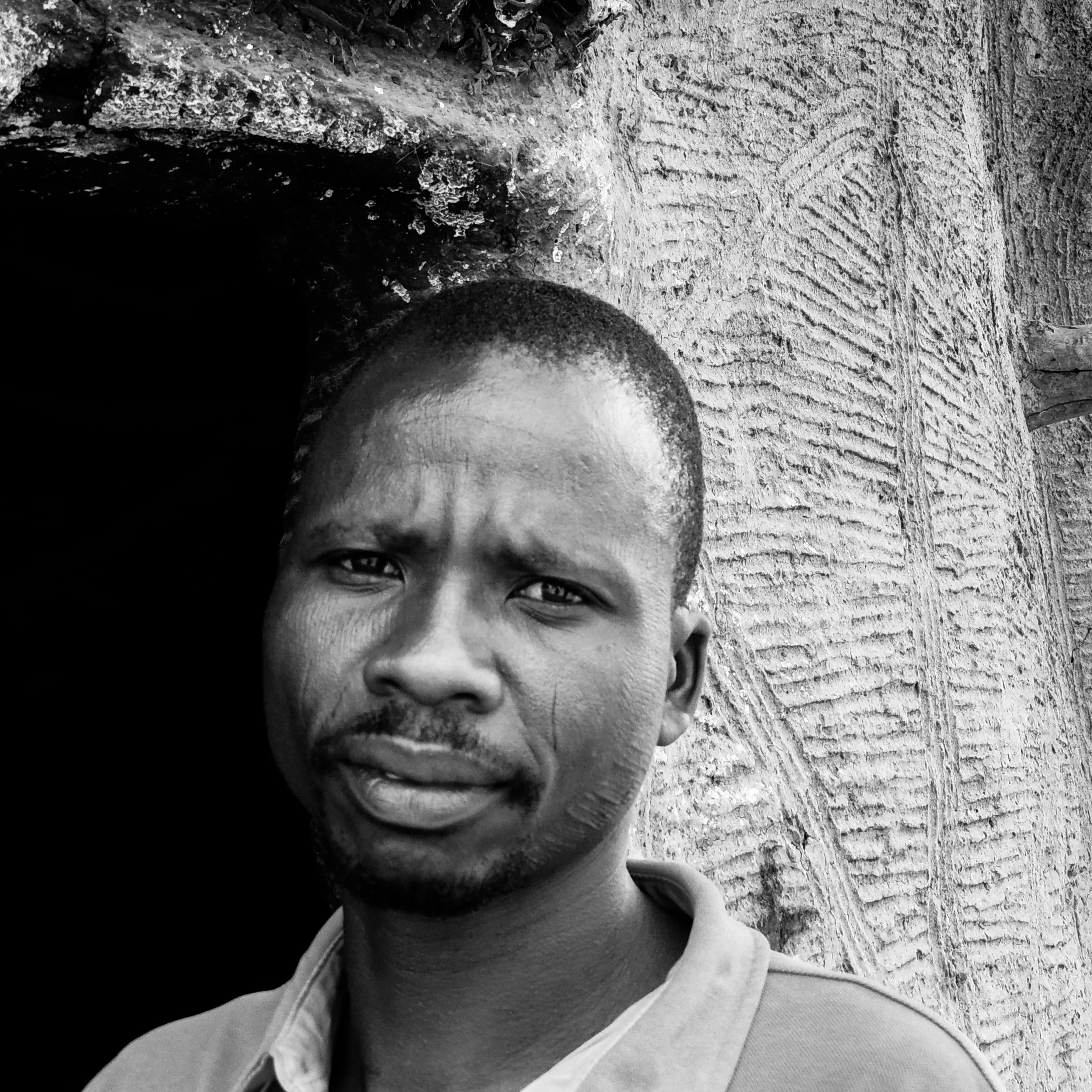
Чоловік народности сомба

Сомба, соме, тамберма (самоназва — бетамар і бєїлітамарі) — народ, що живе в Беніні, біля верхів'їв річок Пенджарі і Веме, на кордоні з Того. Чісельність разом зі спорідненими народами бербен, соруба (бесорубе), білапіла і натемба становить понад 330 тисяч чоловік (оцінка 1970 року).
Мова сомба належить до групи гур (центральної бантоїдної). Сомба зберігають традиційні родо-племінні релігійні вірування.
Основні заняття: розведення Великої рогатої худоби і землеробство (просо, рис, сорго).